# Ołeksandr Kniaziew
Ołeksandr Pawłowycz Kniaziew, ukr. Олександр Павлович Князєв (ur. 30 kwietnia 1986) – ukraiński piłkarz, grający na pozycji pomocnika.

## Kariera piłkarska

### Kariera klubowa
Wychowanek Szkoły Piłkarskiej Ukraina Ługańsk, barwy którego bronił w juniorskich mistrzostwach Ukrainy (DJuFL). Latem 2004 rozpoczął karierę piłkarską w drugoligowiej drużynie Wuhłyk Dymytrow, skąd po roku przeszedł do Dnipra Czerkasy. Latem 2007 został piłkarzem Komunalnyka Ługańsk. W rundzie wiosennej sezonu 2007/08 został wypożyczony do Szachtara Swerdłowśk. Po tym jak Komunalnyk rozformowano w październiku 2008 przeniósł się do Stali Dnieprodzierżyńsk. Potem wyjechał za granicę, gdzie występował w bułgarskim FK Nesebyr. Na początku 2011 powrócił do Ukrainy, gdzie grał w amatorskim zespole FK Popasna. W lipcu 2011 podpisał kontrakt z białoruskim FK Witebsk.